# Puerto del Rey Marina

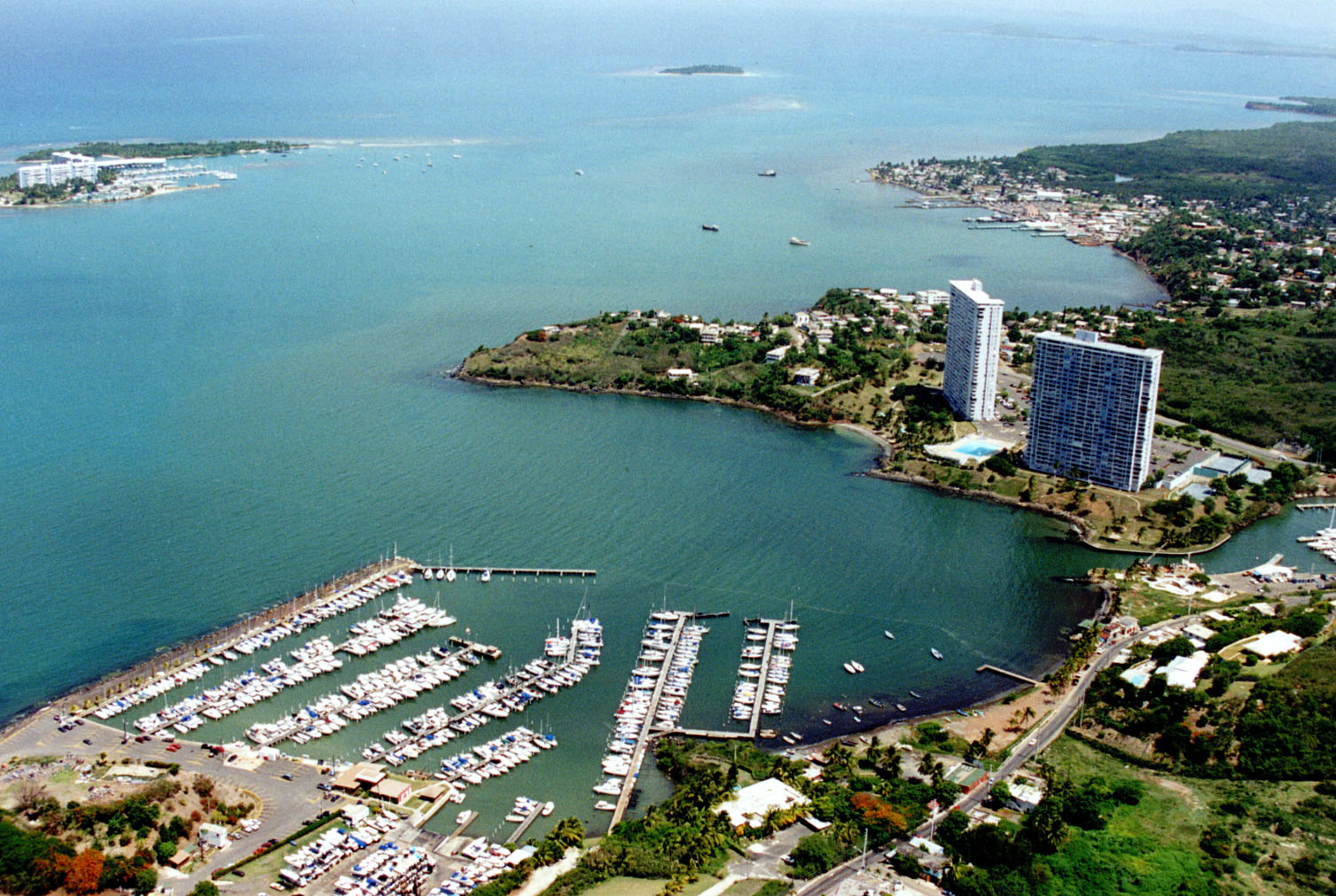
Sección de Puerto del Rey Marina

Puerto del Rey Marina también conocido como Marina Puerto del Rey, es un puerto deportivo (marina) ubicado en Fajardo, Puerto Rico. Con una capacidad para más de 1200 amarras, es el puerto deportivo más grande del Caribe.
Fue construida en 1988 y luego remodelado en 2014. La empresa con sede en Texas, Safe Harbor Marinas compró Puerto del Rey Marina en 2021.

## Características
- Amarras: 1200 a 1000 embarcaciones[6][7]
- Eslora máxima de embarcaciones: 55 metros[6]
- Calado mínimo: 2 metros[7]
- Calado máximo: 4,5 metros[8]